# UGM-73 Poseidon

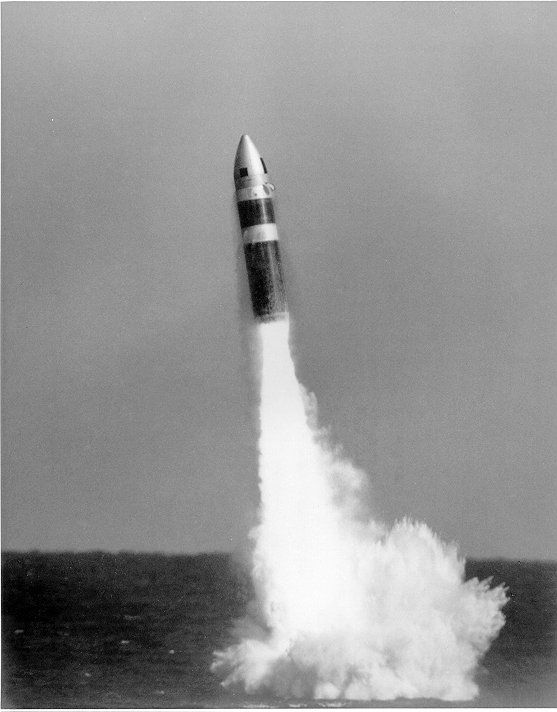
UGM-73 Poseidon

UGM-73 Poseidon a fost o rachetă balistică lansată de pe submarin, în serviciul US Navy. Propulsia este realizată cu combustibi solid, în două trepte. Racheta putea transporta până la 14 ogive nucleare multiple (MIRV) de putere redusă (50 kt) la ținte aflate la 4000 de km distanță.